# Munizipalität Gardabani
Die Munizipalität Gardabani (georgisch გარდაბნის მუნიციპალიტეტი, Gardabnis munizipaliteti) ist eine Verwaltungseinheit (etwa entsprechend einem Landkreis) in der Region Niederkartlien im Südosten Georgiens.

## Geographie
Verwaltungszentrum der Munizipalität ist die Kleinstadt Gardabani. Die 1304,1 km² große Munizipalität grenzt im Osten an die Munizipalität Sagaredscho der Region Kachetien, im Norden bis Nordwesten auf relativ kurzen Abschnitten an die Munizipalitäten Tianeti und Mzcheta der Region Mzcheta-Mtianeti sowie im Westen an die Munizipalitäten Tetrizqaro und – unterbrochen durch das Territorium der regionsunterstellten Stadt Rustawi – Marneuli, alle ebenfalls in der Region Niederkartlien. Im Nordwesten umschließt die Munizipalität die Hauptstadtregion Tiflis, während im Südosten die Staatsgrenze zu Aserbaidschan verläuft.
Ein großer Teil der Munizipalität liegt im Bereich der Niederkartlischen Ebene, die zum Teil entlang der Südwestgrenze des Gebietes von der Kura durchflossen wird. Nordöstlich der Ebene schließen sich die nordwestlichsten Ausläufer des Iori-Hochlands an, bis zum namensgebenden Fluss Iori, der auf einem kurzen Abschnitt durch den Nordosten der Munizipalität fließt. Zur nördlichen Grenze hin steigt das Gelände zum Sagurami-Gebirge mit dem 1874 m hohen Ialno-Kamm an. Dort erstreckt sich ein Teil des Nationalparks Tbilissi. Im Westen erhebt sich inmitten der Ebene der Jagludscha-Kamm bis auf 785 m, und weiter nördlich werden dort an der Grenze zu Tiflis die östlichsten Ausläufer des Trialeti-Gebirges erreicht.
Im Westen der Munizipalität liegt der künstliche Kumissisee, der ab den 1950er-Jahren durch Füllen einer natürlichen Senke entstand, und im Südosten grenzüberschreitend nach Aserbaidschan der Dschandarisee (Candargöl).

## Bevölkerung und Verwaltungsgliederung
Die Munizipalität hat 80.300 Einwohner (Stand: 2021). Die Einwohnerzahl war mit 81.876 Einwohnern (2014) gegenüber der vorangegangenen Volkszählung (93.015 Einwohner 2002) zwar gesunken, jedoch nur aufgrund der Abgabe des Gebietes von vier Gemeinden mit insgesamt 14 Ortschaften (gemäß Einteilung 2002) und über 20.000 Einwohnern an die Hauptstadtregion Tiflis im Jahr 2007 (die Minderstadt/daba Didi Lilo mit zur Gemeinde gehörenden vier Dörfern an den Stadtrajon Samgori, die Minderstadt Kodschori mit vier weiteren Dörfern an die Stadtrajons Mtazminda und Wake, die Gemeinde Tabachmela mit drei Orten ebenfalls an den Stadtrajon Mtazminda sowie die Gemeinde mit dem einzigen Ort Ponitschala an den Stadtrajon Krzanissi).
Nach dem Zerfall der Sowjetunion war in den 1990er-Jahren ein Rückgang der Einwohnerzahl um etwa ein Fünftel zu beobachten; die früheren schwankenden Werte sind aufgrund von Gebietsänderungen nur schwer vergleichbar.
Bevölkerungsentwicklung
Anmerkung: Volkszählungsdaten. 1939 in anderen Grenzen als Rajon Karajas, danach zwischenzeitlich aufgelöst.

Die Munizipalität ist zu 53,2 % von ethnischen Georgiern besiedelt, zu 43,7 % von Aserbaidschanern. Daneben gibt es hauptsächlich Armenier und Russen (jeweils 0,9 %, Stand 2002). Die meisten Ortschaften sind faktisch monoethnisch (zu jeweils meist über 90 %) entweder von Georgiern oder Aserbaidschanern bewohnt.
Die größten Ortschaften neben der Stadt Gardabani (10.753 Einwohner, überwiegend Aserbaidschaner) sind mit jeweils über 4.000 Einwohnern die vorwiegend georgischen Dörfer Gamardschweba, Martqopi und Sartitschala sowie die vorwiegend von Aserbaidschanern bewohnten Dörfer Kessalo, Mughanlo, Nasarlo und Qaradschalari (2014). Sartitschala war ursprünglich ein kaukasiendeutsches Dorf mit Namen Marienfeld.
Die Munizipalität gliedert sich in den eigenständigen Hauptort Gardabani sowie 18 Gemeinden (georgisch temi, თემი beziehungsweise bei nur einer Ortschaft einfach „Dorf“, georgisch sopeli, სოფელი) mit insgesamt 40 Ortschaften:
| Gemeinde       | Anzahl Ortschaften | Einwohner (2014) |
| -------------- | ------------------ | ---------------- |
| Achali Samgori | 1                  | 1.870            |
| Achalsopeli    | 3                  | 2.315            |
| Aghtaklia      | 1                  | 1.811            |
| Dschandara     | 1                  | 1.468            |
| Gamardschweba  | 3                  | 5.677            |
| Kalinino       | 6                  | 3.550            |
| Kessalo        | 1                  | 4.793            |
| Krzanissi      | 2                  | 4.174            |
| Kumissi        | 2                  | 1.992            |
| Lemschweniera  | 3                  | 2.272            |
| Martqopi       | 3                  | 11.400           |
| Nasarlo        | 1                  | 4.850            |
| Norio          | 3                  | 3.817            |
| Qaradschalari  | 1                  | 4.136            |
| Qarataklia     | 1                  | 1.550            |
| Sartitschala   | 2                  | 10.219           |
| Teleti         | 5                  | 2.854            |
| Wachtangissi   | 1                  | 2.375            |

## Verkehr
Über das Gebiet der Munizipalität Gardabani verlaufen aufgrund der Lage um die Hauptstadt Tiflis wichtige, von dort in südlicher und östlicher Richtung verlaufende Fernstraßen und Eisenbahnstrecken.
Dies sind die internationalen Fernstraßen S4 (zugleich Teil der Europastraße 60) zur aserbaidschanischen Grenze, S5 über Sagaredscho, Znori und Lagodechi ebenfalls zur aserbaidschanischen Grenze sowie S6 (zugleich Teil der Europastraße 117) über Bolnissi zur armenischen Grenze. Vorwiegend auf dem Territorium der Munizipalität Gardabani verläuft auch die als S9 ausgezeichnete östliche Ringstraße um Tiflis. Links der Kura führt parallel zur rechts des Flusses verlaufenden S4 die Nationalstraße Sch32 (შ32) als weitere Verbindung von Tiflis nach Rustawi, weiter als Sch66 (შ66) über den Munizipalitätssitz Gardabani zu einem weiteren, nur lokal genutzten Grenzübergang nach Aserbaidschan. Im Nordosten zweigt unweit von Sartitschala von der S5 die Nationalstraße Sch38 (შ38) nach Telawi ab.
Die Munizipalität durchqueren die Eisenbahnstrecken (Poti–)Tiflis–Baku, Tiflis–Jerewan und Tiflis–Telawi.